# 恭城古建筑群
24°50′03″N 110°49′20″E / 24.83417°N 110.82222°E
恭城古建筑群位于中国广西壮族自治区恭城瑶族自治县，由恭城文庙、恭城武庙、周渭祠、湖南会馆组成，2006年被列为第六批全国重点文物保护单位。
恭城文庙位于拱辰街，始建于明永乐八年（1410年），重修于清道光二十二年（1842年），中轴线上有棂星门、状元桥、泮池、大成门、大成殿、崇圣祠，两侧有礼门、碑亭、乡贤祠、名宦祠等建筑。
恭城武庙在文庙旁，始建于明万历三十一年（1603年），清同治元年（1862年）重修，主要建筑有戏台、雨亭、前殿、正殿、后殿，正殿供奉关羽，后殿供奉妈祖和九子娘娘。
周渭祠在太和街，祀奉宋代乡贤周渭，始建于明成化十四年（1478年），清雍正元年（1723年）重修，现存门楼和正殿等建筑。
湖南会馆在周渭祠旁，建于清同治十一年（1872年），有门楼、戏台、前厅、后厅和左右厢房等建筑。

- 恭城文庙大成殿
- 恭城武庙全景
- 周渭祠门楼
- 湖南会馆门楼